# Kenneth Johnson
Kenneth Johnson (n. 26 de Outubro de 1942 em Pine Bluff, Arkansas, EUA) é um realizador, produtor e argumentista televisivo e cinematográfico, especialmente na área da ficção científica.

## Vida pessoal
Johnson casou-se com Bonnie Hollaway em 2 de fevereiro de 1963 e eles se divorciaram em 1975. Eles têm três filhos. Em 19 de junho de 1977 (um dia depois de completar as filmagens do filme piloto da série The Incredible Hulk), ele se casou com Susan Appling, e eles têm um filho.